# Weltpolitik
Weltpolitik (in tedesco: "politica mondiale") è un termine usato per descrivere le politiche militari adottate in Germania alla fine del XIX secolo in sostituzione della precedente tendenza alla realpolitik dell'età bismarckiana.

## Storia
La Weltpolitik fu una strategia politica più aggressiva della Realpolitik e portò a diversi conflitti fra la Germania ed altre nazioni. Ebbe una grande parte di responsabilità nelle crisi diplomatiche fra grandi potenze che condussero alla Prima guerra mondiale.
La Weltpolitik mirava a cercare "un posto al sole" per la Germania proporzionale alla sua crescente forza industriale, e questo principalmente sviluppando un impero coloniale che potesse rivaleggiare con quelli delle altre grandi potenze. L'elemento più importante in questa strategia era la costruzione della Hochseeflotte: la Flotta d'alto mare, che avrebbe dovuto eguagliare o anche superare la Royal Navy del Regno Unito. Questo portò ad una corsa agli armamenti navale germano-britannica dove ciascuno tentò di superare le corazzate dell'altro.
Da più parti, la Weltpolitik è stata considerata come il successore naturale del nazionalismo che ha influenzato una parte recente della storia della Germania. Il nazionalismo si concentrava sull'unificazione politica della Germania. Quando questa divenne effettiva, i nazionalisti tedeschi cercano di accrescere il potere della Germania sul piano internazionale, e per loro sviluppare un impero coloniale era un punto essenziale per arrivarci. La dottrina del darwinismo sociale era popolare, e lanciò l'idea che la selezione dei più adatti s'applicasse altrettanto bene agli Stati che agli individui. Se uno Stato non si fosse sforzato di estendersi, si sarebbe indebolito o autodistrutto. Tutto questo ha incentivato il nazionalismo che esisteva già in Germania e portò ad una forte politica espansionista rappresentata dalla Weltpolitik, che si sviluppava anche in senso commerciale con una concorrenza assai estesa per i mercati globali.
Il Regno Unito ottenne delle intese amichevoli con la Francia e la Russia per contrastare la minaccia navale tedesca, creando da allora una divisione dell'Europa in due alleanza rivali di Grandi Potenze: l'Intesa della Francia, la Russia ed il Regno Unito; e la Triplice della Germania, l'Austria-Ungheria e l'Italia (vedasi Prima guerra mondiale). Questi giochi d'alleanze aumentarono considerevolmente il rischio di una guerra generale: un conflitto tra un membro di un'alleanza con un membro dell'altra sarebbe bastato per impegnare gli altri membri nella guerra invocando l'alleanza o presumendo che l'altro schieramento avrebbe invocato la sua rispettiva alleanza.
Fu quello che si produsse nell'agosto del 1914: la Germania appoggiò l'Austria-Ungheria contro la Russia nei Balcani e, considerando qualsiasi conflitto avrebbe richiesta la mobilitazione tedesca contro la Francia, applicò il suo piano Schlieffen. Il piano Schlieffen implicò la violazione della neutralità del Belgio, fornendo un casus belli al Regno Unito attraverso il Trattato di Londra.